# Дарко Анич
Дарко Анич (нар. 30 квітня 1957, Задар) — французький шахіст і шаховий тренер хорватського походження, гросмейстер від 1999 року.
Шахами Анич почав займатися лише в 14 років, зацікавившись телевізійними коментарями до партій Боббі Фішера в матчах претендентів 1971 року. Всього через три роки він вже став чемпіоном свого рідного Задара, в 1979 році чемпіоном Далмації, а 1985 року — чемпіоном Хорватії.
На Відкритому чемпіонаті Канн 1987 року Анич познайомився зі своєю майбутньою дружиною і наприкінці того ж року переїхав до Франції. У 1989 році отримав звання міжнародного майстра. З 1991 по 2000 рік Анич щорічно брав участь у чемпіонатах Франції і в 1997 році виборов звання віце-чемпіона країни. 1999 року ФІДЕ присудила йому звання гросмейстера.
З 1992 року за дорученням Федерації шахів Франції Анич займався проведенням відбіркових змагань «Cadets-Juniors» на півдні країни. Того ж року він супроводжував юнацьку збірну Франції на неофіційному чемпіонаті Європи в Борм-ле-Мімоза, де вона виграла всі свої матчі. Надалі Анич входив у тренерську бригаду юнацьких збірних Франції на чемпіонатах світу 1999, 2001, 2004 та 2005 років і чемпіонатах Європи 2005 і 2008 років, а 2004 року був тренером і капітаном національної збірної на шаховій олімпіаді в Іспанії. У 1995 році Дарко, який отримав педагогічну освіту в Загребі, і його дружина Монік заснували Institut Le Cavalier Bleu — першу французьку школу шахів за листуванням з індивідуальним моніторингом.

## Зміни рейтингу
| На цьому місці має відображатися графік чи діаграма, однак з технічних причин його відображення наразі вимкнено. Будь ласка, не видаляйте код, який викликає це повідомлення. Розробники вже працюють для того, щоби відновити штатне функціонування цього графіка або діаграми. | |
| | На цьому місці має відображатися графік чи діаграма, однак з технічних причин його відображення наразі вимкнено. Будь ласка, не видаляйте код, який викликає це повідомлення. Розробники вже працюють для того, щоби відновити штатне функціонування цього графіка або діаграми. |